# ТЕС Montes del Plata
34°13′34″ пд. ш. 58°3′16″ зх. д. / 34.22611° пд. ш. 58.05444° зх. д.
ТЕС Montes del Plata — уругвайська теплова електростанція, яка відноситься до комплексу целюлозного комбінату Montes del Plata.
Целюлозний комбінат Montes del Plata, який розпочав роботу в 2014 році, обладнали содорегенераційним котлом австрійської компанії Andritz. Він спалює чорний натр (суміш органічних та неорганічних речовин, що залишається після варки целюлози) та має здатність утилізувати 5710 тон твердих речовин на добу. Вироблена ним пара використовується для живлення двох турбін потужністю по 88 МВт.
Для видалення продуктів згоряння звели димар заввишки 120 метрів.
Надлишки електроенергії (біля 70 МВт) можуть постачатись зовнішнім споживачам по ЛЕП, розрахованій на роботу під напругою 150 кВ.